# América, España, Solidaridad y Cooperación
América, España, Solidaridad y Cooperación (AESCO) es una organización internacional no gubernamental, sin ánimo de lucro con origen en 1991 y siendo fomentada hasta 1999 que es declarada de utilidad pública.Hoy en día continua en desarrollo.

## Historia
AESCO fue creada en 1991 con el fin de potenciar la solidaridad y desarrollar la cooperación entre continentes y fomentar programas sociales dirigidos a la inseguridad y marginación social.En 1999 se declaró de utilidad pública tras un intenso trabajo.Actualmente, existen miles de filiales que se benefician de estos servicios prestados con la ayuda de un equipo de profesionales y voluntarios/as que prestan un apoyo de gran calidad en cuanto a la atención puesta en las problemáticas específicas de los/as inmigrantes en España y de otros colectivos, intervenciones así en los valores de la entidad: responsabilidad, ética, transparencia, reflexión/ acción, participación democrática, respeto por la diversidad, tolerancia e integración. Además esta asociación ha creado más de 50 microempresas en Sudamérica y ejecuta programas de empleo y autoempleo en Barcelona, Madrid y Valencia. Sedes en las que además ofrecen formación gratuita o a coste social.

## Estados miembros
Desde la creación de esta asociación sus miembros son España, Latinoamérica y Reino Unido.
En España hay sede en Bilbao, Barcelona, Madrid y Valencia.
En Reino Unido hay sede en Londres.
En Latinoamérica hay sede en Colombia, Ecuador y Perú.

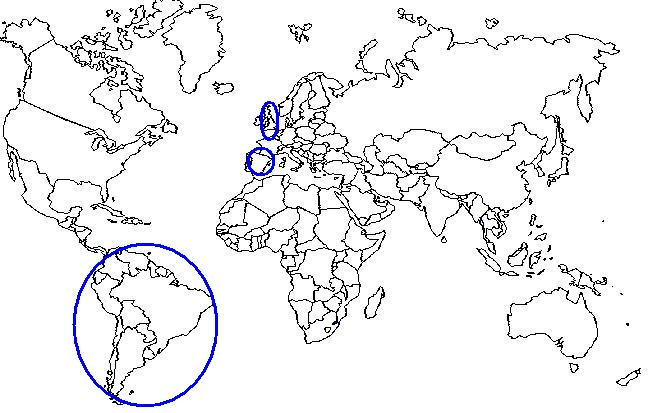
Mapa de los miembros de AESCO

## Empleo
Esta ONG ofrece distintos puestos de trabajos en diferentes áreas de España. Para todo trabajo debes cumplir una serie de requisitos que podrás encontrar en la página web oficial. En la Comunidad de Madrid hay disponibles puestos de:asesor energético,  profesor de economía, macro y micro, programador de JAVA+ECLIPSE+J/XFS,técnico de sistemas AIX, Administrativo/a, Secretario Recepcionista, Dependiente,Secretario/a de Administración de Fincas,Promotor/a de electrodomésticos,administrativo/a de ventas, Atención al cliente, Programador/a, Assistant Recepcionista, Auxiliar Administrativo, Cocinero, Operario a FPII Automoción o Mecánico/a, Pulidor de aluminio, Limpieza, Oficial de 2ª Chapista,Pintor/a. En la Comunidad Valenciana hay puestos de: Ingeniero,y relacionados con el arte culinario, restaurantes, industriales...etc. También hay empleos en Cataluña completamente iguales que los anteriores.

## Medios
La mayor representante de AESCO es la presidenta Yolanda, apareciendo de esta manera en varios medios como la prensa, representando a dicha ONG. Yolanda posee un blog en el que redacta cada sitio que visita ofreciendo su ayuda, charlas, actividades que realiza... 
El enlace al blog es el siguiente: https://web.archive.org/web/20150323022601/http://www.ong-aesco.org/category/el-blog-de-la-presidenta/
A su vez, la ONG aparece mucho en la televisión extranjera, la mayoría de veces en Colombia. Es representado en este medio por Santiago Peña, periodista y politólogo de AESCO.
En la radio suele aparecer frecuentemente Yolanda , siendo entrevistada por diferentes canales.Cabe decir que todos los lunes tienen un apartado llamado: "El espacio de reflexión de los lunes" en el que tratan temas de actualidad.
En la web oficial existen vídeos, audios y artículos en la cual aparecen representados personajes que forman parte de AESCO en cada respectivo lugar de visita.

## Igualdad de derechos en hombres, mujeres y niños/as
Uno de los factores importantes es la atención que enfoca a mujeres inmigrantes, a sus respectivos hijos e hijas, víctimas o en situación de riesgo de violencia, buscando su inserción social y mejora de su situación.De hecho, organiza un programa dirigido a dicha prevención basado en la actuación activa en el día de la mujer, promoviendo las correctas acciones a la población mediante talleres, ofreciendo ayuda psicosocial de forma individual, coordinando con entidades públicas y privadas, estableciendo enseñanza para mujeres y organizando actividades lúdicas y culturales.
Por último, ofrece un programa de Prevención e Información sobre violencia de género desde el año 2005.En el que en 2010 se establecieron tres niveles de intervención :el primero, de tipo individual:con atención social y psicológica a la víctima o en situación de riesgo, y en la misma medida a sus hijos/as.El segundo, de tipo grupal: con la realización de talleres y grupos de autoayuda , llevándose a cabo acciones lúdico-formativas para hijos/as de las pertenecientes al programa.El tercero de tipo social: a través de jornadas y espacios para la reflexión y la sensibilización, en los que se debaten temas sobre la igualdad de derechos y oportunidades.

## Economía Social
AESCO gestiona el Programa de Formación y Asesoramiento para el emprendimiento del colectivo inmigrante financiado por el Fondo Social Europeo y el Ministerio de Empleo y Seguridad Social, concentrando atención en las nuevas tecnologías, en la innovación, en el comercio exterior y en la financiación alternativa, esta sección es destinada a emprendedores/as con NIE en vigor.
A su vez proponen conocimientos teóricos y herramientas de gestión para permitir llevar a cabo correctamente la respectiva idea de negocio,  informando sobre microcréditos, nuevas formas de financiación y capitalización de la prestación por desempleo.Y por último, exponen asesoramiento en la elaboración de un plan de empresa, la solicitud de créditos y la búsqueda de fuentes alternativas de financiación y marketing, por ejemplo, el seguimiento del negocio.
(Para más información ir a la Web oficial http://www.ong-aesco.org/ )